# Pesem ptic trnovk (miniserija)
Pesem ptic trnovk (v angleškem originalu The Thorn Birds) je 10-urna ameriška televizijska miniserija, ki je bila premierno predvajana na programu ABC (American Broadcasting Company) med 27. in 30. marcem leta 1983. Posneta je bila po knjižni predlogi, istoimenskem romanu avstralske avtorice Colleen McCullough. Režiral jo je Daryl Duke, glavne vloge pa so odigrali Richard Chamberlain, Rachel Ward, Barbara Stanwyck, Christopher Plummer, Jean Simmons, Richard Kiley, Bryan Brown, Mare Winningham in Philip Anglim. Pesem ptic trnovk je postala druga najvišje ocenjena in priljubljena miniserija v Združenih državah Amerike vseh časov takoj za serijo Korenine iz leta 1977. Prejela je 4 zlate globuse.
Zgodba se odvija na Droghedi, izmišljeni ovčji farmi v Avstraliji. Osredotoči se na tri generacije družine Cleary in zajame obdobje od decembra 1920 do decembra 1962.

## Razlike v primerjavi z zgodbo romana
- Roman se začne na Novi Zelandiji 8. decembra leta 1915, na 4. rojstni dan glavne osebe Meghann »Meggie« Cleary. V miniseriji se zgodba prične pet let pozneje v Avstraliji.
- V romanu so pogosto omenjeni »tiziansko« rdeči Meggijini lasje, ki igrajo pomembno vlogo v opisovanju njene zunanjosti in s tem poteka zgodbe. Rachel Ward, ki je odigrala vlogo Meggie v miniseriji, je imela rdečerjave lase.
- V miniseriji Meggie in Stuart obiščeta Franka v zaporu, ki tam pozneje tudi umre. V romanu Ralph prenaša sporočila med Frankom in njegovo družino, tako da ga nihče izmed družinskih članov ne vidi v zaporu. Po tridesetih letih je izpuščen iz zapora in se vrne domov.
- V romanu je Meggie popolnoma nevedna o spolnosti vse do poroke in ima svojo otroško idejo, kako nastanejo otroci. Ko dobi prvo menstruacijo, ki jo zelo prestraši, se Ralph odzove z jezo na Fee, ki je ni podučila o tem. V miniseriji ga ta nevednost spravi v smeh.
- V romanu ima Meggie 8 bratov. V miniseriji se jih pojavi le 5 (Frank, Bob, Jack, Stuart in Hal, manjkajo Hughie, James in Patrick).
- V miniseriji Justine odpotuje skupaj z Danom v Grčijo, medtem ko v romanu ostane v Londonu.
- V romanu Meggie prizna Ralphu, da je Dane bil njegov sin, ko ga prosi za pomoč pri ureditvi prevoza sinovega trupla domov na Droghedo. V miniseriji mu pove po Danovem pogrebu.
- V miniseriji se Anne in Luddie Mueller udeležita Danovega pogreba. V romanu je Luddie umre pred pogrebom, zato se ga Anne udeleži sama.
- V miniseriji Ralph umre, ko sedi na stolu z Meggijino glavo v naročju med obujanjem legende o pticah trnovkah. V romanu umre v Meggijinih rokah takoj po Danovem pogrebu.
- Miniserija se zaključi z Ralphovo smrtjo. Roman se nadaljuje z Justinino in Rainerjevo zgodbo.

## Igralska zasedba
| Igralec/igralka     | Vloga                        |
| Richard Chamberlain | Ralph de Bricassart          |
| Rachel Ward         | Meggie Cleary (kot odrasla)  |
| Sydney Penny        | Meggie Cleary (kot otrok)    |
| Barbara Stanwyck    | Mary Carson                  |
| Richard Kiley       | Paddy Cleary                 |
| Jean Simmons        | Fee Cleary                   |
| Bryan Brown         | Luke O'Neill                 |
| Mare Winningham     | Justine O'Neill              |
| Philip Anglim       | Dane O'Neill                 |
| Ken Howard          | Rainer Hartheim              |
| John Friedrich      | Frank Cleary                 |
| Dwier Brown         | Stuart Cleary (kot odrasel)  |
| Vidal Peterson      | Stuart Cleary (kot otrok)    |
| Piper Laurie        | Anne Mueller                 |
| Earl Holliman       | Luddie Mueller               |
| Christopher Plummer | Vittorio di Contini-Verchese |
| Brett Cullen        | Bob Cleary                   |
| Stephen W. Burns    | Jack Cleary                  |
| Barry Corbin        | Pete                         |
| Holly Palance       | Miss Carmichael              |
| John de Lancie      | Alastair MacQueen            |
| Allyn Ann McLerie   | Mrs. Smith                   |
| Richard Venture     | Harry Gough                  |
| Stephanie Faracy    | Judy                         |
| Antoinette Bower    | Sarah MacQueen               |

## Razvoj
Zgodbo romana so sprva nameravali posneti kot celovečerni film pod vodstvom producenta Eda Lewisa. Zgodnji osnutek scenarija je napisal Ivan Moffat. Najprej je bil kot režiser predviden Herbert Ross, ki je hotel glavno vlogo prepustiti Christopherju Reevu. Nato je Rossa na mestu režiserja zamenjal Peter Weir, ki je v glavni vlogi želel Roberta Redforda. Sledila je nova zamenjava, film naj bi režiral Arthur Hiller, ki bi glavno vlogo namenil Ryanu O'Nealu. Na koncu je bilo določeno, da bodo namesto filma posneli miniserijo.

## Nagrade
| Leto | Nagrada               | Kategorija                                                              | Nominiran                     | Rezultat    |
| ---- | --------------------- | ----------------------------------------------------------------------- | ----------------------------- | ----------- |
| 1983 | Emmy                  | Najboljša maska                                                         | Del Acevedo                   | Osvojil/a   |
| 1983 | Emmy                  | Najboljša umetniška ureditev miniserije ali filma                       | Robert MacKichan, Jerry Adams | Osvojil/a   |
| 1983 | Emmy                  | Najboljša montaža miniserije ali filma                                  | Carroll Timothy O'Meara       | Osvojil/a   |
| 1983 | Emmy                  | Najboljši glavni igralec v miniseriji ali filmu                         | Richard Chamberlain           | nominiran/a |
| 1983 | Emmy                  | Najboljša glavna igralka v miniseriji ali filmu                         | Barbara Stanwyck              | Osvojil/a   |
| 1983 | Emmy                  | Najboljša miniserija ali film                                           | Pesem ptic trnovk             | nominiran/a |
| 1983 | Emmy                  | Najboljši stranski igralec v miniseriji ali filmu                       | Bryan Brown                   | nominiran/a |
| 1983 | Emmy                  | Najboljši stranski igralec v miniseriji ali filmu                       | Richard Kiley                 | Osvojil/a   |
| 1983 | Emmy                  | Najboljši stranski igralec v miniseriji ali filmu                       | Christopher Plummer           | nominiran/a |
| 1983 | Emmy                  | Najboljša stranska igralka v miniseriji ali filmu                       | Piper Laurie                  | nominiran/a |
| 1983 | Emmy                  | Najboljša stranska igralka v miniseriji ali filmu                       | Jean Simmons                  | Osvojil/a   |
| 1984 | Zlati globus          | Najboljši igralec v miniseriji ali televizijski seriji                  | Richard Chamberlain           | Osvojil/a   |
| 1984 | Zlati globus          | Najboljša igralka v miniseriji ali televizijski seriji                  | Rachel Ward                   | nominiran/a |
| 1984 | Zlati globus          | Najboljša miniserija ali televizijski film                              | Pesem ptic trnovk             | Osvojil/a   |
| 1984 | Zlati globus          | Najboljši stranski igralec v seriji, miniseriji ali televizijskem filmu | Bryan Brown                   | nominiran/a |
| 1984 | Zlati globus          | Najboljši stranski igralec v seriji, miniseriji ali televizijskem filmu | Richard Kiley                 | Osvojil/a   |
| 1984 | Zlati globus          | Najboljša stranska igralka v seriji, miniseriji ali televizijskem filmu | Piper Laurie                  | nominiran/a |
| 1984 | Zlati globus          | Najboljša stranska igralka v seriji, miniseriji ali televizijskem filmu | Jean Simmons                  | nominiran/a |
| 1984 | Zlati globus          | Najboljša stranska igralka v seriji, miniseriji ali televizijskem filmu | Barbara Stanwyck              | Osvojil/a   |
| 1984 | People's Choice Award | Najboljša televizijska miniserija                                       | Pesem ptic trnovk             | Osvojil/a   |
| 1984 | Young Artist Award    | Najboljša mlada igralka v miniseriji ali televizijski seriji            | Sydney Penny                  | Osvojil/a   |

## Zanimivosti
- Čeprav se miniserija dogaja v Avstraliji, je bila posneta v Združenih državah Amerike. Večinoma je bila posneta v Kaliforniji, scene, ki se dogajajo v Queenslandu, pa na havajskem otoku Kauai. Glavna stavba na Droghedi je bila zgrajena na ranču Big Sky v Simi Valleyju v Kaliforniji.
- V miniseriji se pojavlja ''najbolj nevaren avtobus v Avstraliji''. Ker je snemanje potekalo v ZDA, so uporabili ameriški avtobus. V Avstraliji se vozijo po levi strani, zato bi tak avtobus tam potnike odložil kar sredi ceste.
- V miniseriji je omenjeno, da se ovčja farma Drogheda imenuje po irskem mestu Drogheda. Vse osebe to ime izgovarjajo narobe kot »Drog-ee-da [drogida],« namesto »Draw-hed-ah« ali »Dro-hed-ah.«
- Leta 1996 so pri CBS-u posneli Pesem ptic trnovk: Izgubljena leta, ki prikazuje zgodbo vmesnih devetnajstih let, ki jih v originalni miniseriji ni (med Danovim rojstvom in Ralphovo vrnitvijo).
- Igralec ameriškega nogometa D'Brickashaw Ferguson, ki igra za New York Jets, je dobil ime po glavnem liku miniserije, Ralphu de Bricassartu.
- Rachel Ward, rojena leta 1957, igra mamo hčerke Justine, ki jo igra Mare Winningham, rojena leta 1959. Njenega sina Dana igra Philip Anglim, ki je celo starejši od Wardove, saj je rojen leta 1953.
- Rachel Ward (Meggie) je med snemanjem spoznala svojega moža Bryana Browna, ki je v miniseriji upodobil Luka O'Neilla, ki se poroči z Meggie.
- Med pripravo na snemanje so za vlogo Meggie Cleary (kot odrasle osebe) predvideli igralko Jane Seymour, vlogo Mary Carson pa so sprva ponudili Audrey Hepburn.
- Igralec Bryan Brown je edini Avstralec v igralski zasedbi, ki je dobil katero od glavnih vlog, čeprav se zgodba odvija v Avstraliji. To ni preveč nenavadno, saj so bili Luke O'Neill in Meggijina otroka edini pomembnejši liki, ki so bili rojeni v Avstraliji. Oče Ralph, Mary Carson in Paddy Cleary so bili vsi rojeni na Irskem, Fee in večina Clearyjevih otrok pa na Novi Zelandiji.
- Jezuitski duhovnik Terrance Sweeney, dobitnik nagrade emmy, je pri miniseriji sodeloval kot tehnični svetovalec. Leta 1986 je zapustil duhovniški stan in se poročil s Pamelo Susan Shoop, igralko in hčerko igralke Julie Bishop leta 1987. O svojem odnosu sta napisala knjigo What God Hath Joined.[4]
- Miniserija je doživela med drugim velik uspeh v Franciji. Francoski naslov je "Les oiseaux se cachent pour mourir" (Ptice se skrijejo pred smrtjo). Serija se še vedno redno ponavlja na televizijskih kanalih, tudi v Sloveniji.
- Serija je bila zelo uspešna tudi v Braziliji, kjer so jo predvajali na programu SBT. Že s prvim predvajanjem leta 1985 so premagali konkurenčno televizijsko hišo Globo TV, ki je do tedaj zmeraj vodila v gledanosti. Serija je bila v Braziliji nazadnje na sporedu med 2. in 13. oktobrom leta 2006.
- Pisateljica Colleen McCullough je bila izjemno nezadovoljna z izborom glavnih igralcev. Kljub temu sta glavna igralca Chamberlain in Wardova osvojila srca gledalcev in se s to vlogo zapisala v njihov spomin.

## Izid na kaseti in DVD-ju
Miniserijo Pesem ptic trnovk so leta 1991 v ZDA in Kanadi izdali na kaseti. Na DVD-ju je v omenjenih državah izšla 3. februarja 2004. Na Novi Zelandiji ima oznako PG zaradi nekaj nasilja, spolnosti, grobega jezika in golote.